# Huyền Không tự
Huyền Không tự (giản thể: 悬空寺; phồn thể: 懸空寺; bính âm: Xuánkōng Sì), hay còn gọi là Đền Treo Hoành Sơn, Tu viện Treo, là một ngôi chùa nằm trên vách núi đứng cao 75 mét so với mặt đất, được chèo chống bởi những cột gỗ, tại địa phận Hồn Nguyên, Đại Đồng, Sơn Tây, Trung Quốc. Đây là một trong những điểm thu hút khách du lịch nổi tiếng và là di tích lịch sử chính trong khu vực Đại Đồng.
Ngôi chùa này được xây dựng cách đây hơn 1.500 năm và nổi tiếng không chỉ bởi vị trí nằm trên một vách núi tuyệt đẹp mà còn bởi đây là ngôi chùa duy nhất có sự kết hợp của ba triết lý truyền thống của Trung Quốc: Phật giáo, Đạo giáo và Nho giáo.
Cấu trúc của Huyền Không tự được tạo nên từ những cây gỗ đứng và ngang chống đỡ. Những thanh gỗ ngang làm xà nhà được gọi là thiết biển đam, dùng loại gỗ Thiết Sam gia công thành xà hình vuông, được cắm sâu vào trong vách đá. Những xà gỗ này đã được ngâm qua dầu của cây trẩu để chống phân hủy.
Ngoài vị trí đẹp và kiến trúc độc đáo, Huyền Không tự còn là nơi lưu giữ nhiều tài liệu quan trọng về lịch sử và văn hóa của Trung Quốc. Với tất cả những giá trị văn hóa và lịch sử mà nó đại diện, Huyền Không tự đã được UNESCO công nhận là Di sản văn hóa thế giới vào năm 2010.

## Lịch sử
Ngôi chùa Huyền Không Tự được xây dựng vào thời Bắc Ngụy (386-535) dưới sự khởi xướng của nhà sư Liao Ran (了然, Liễu Nhiên) và trở thành một trong những ngôi chùa lớn nhất và đẹp nhất tại Trung Quốc. Truyền thuyết cho rằng ngôi chùa kéo dài từ năm 471 đến năm 523, với nhiều giai đoạn xây dựng và mở rộng. Tuy nhiên, không có tài liệu cụ thể nào xác nhận về thời gian xây dựng của ngôi chùa này.
Ngôi chùa Huyền Không Tự đã trải qua nhiều thăng trầm của lịch sử và cùng với đó là những lần trùng tu, bảo tàng và phục dựng. Các triều đại Đường, Nguyên, Minh và Thanh đều đã trùng tu lại ngôi chùa này nhằm bảo tồn di tích văn hoá, kiến trúc và tôn giáo. Theo các tài liệu lịch sử, vào thời Đường, Nguyên, các vị sư Phật đã tới đây để tu học và đóng góp cho sự phát triển của ngôi chùa. Tại triều Minh, một số triều đại đã tham gia xây dựng ngôi chùa này như triều Minh Thành Tổ, Minh Tuyên Tổ, Minh Thái Tổ, và Minh Túc Tổ.
Tuy nhiên, sau đó ngôi chùa đã trải qua nhiều biến động và hư hại nặng nề. Vào thời kỳ Cách mạng Văn hóa Trung Quốc, ngôi chùa này đã bị tàn phá và mất đi nhiều di tích quý giá. Đến cuối thế kỷ XIX, nhờ nỗ lực của nhiều nhà nghiên cứu văn hóa, kiến trúc và tôn giáo, ngôi chùa Huyền Không Tự đã được phục dựng lại. Lần trùng tu gần đây nhất là vào năm 1900, với sự đóng góp của nhiều nhà tài trợ và các nhà nghiên cứu.
Hiện nay, ngôi chùa Huyền Không Tự là một trong những di sản văn hóa quý giá của Trung Quốc.

## Kiến trúc
Chùa được xây dựng trên một vách đá cao hơn 30 mét so với mặt đất, và bao gồm tổng cộng 40 khu vực bên trong.
Kiến trúc của chùa Huyền Không có thiết kế đơn giản, tuy nhiên vẫn rất ấn tượng với những đường nét uyển chuyển, khéo léo, tinh tế. Chùa được xây dựng theo phong cách kiến trúc truyền thống Trung Quốc với các cửa, hành lang, sảnh đều được bố trí đối xứng tạo nên sự cân đối và hài hòa.
Các sảnh và hội trường của chùa được đặt tên theo các vị thần Phật giáo, Đạo giáo và Nho giáo, phản ánh tư tưởng phổ biến về tam Giáo huấn hòa như một trong triều đại nhà Minh và nhà Thanh. Điều này có thể thấy rõ qua việc tôn trọng và thờ cúng các tượng của Phật Thích Ca, Lão Tử và Khổng Tử trong hội trường.
Tuy nhiên, điểm nhấn của kiến trúc chùa Huyền Không là đại sảnh Quan Âm, nơi tôn trọng bức tượng Quan Âm Bồ Tát có chiều cao 24,8 mét, được làm từ 24 tấn đồng. Bức tượng được tạo hình đẹp mắt với nụ cười thân thiện và khả năng tương tác với ánh sáng ban ngày và ban đêm.
Ngoài ra, kiến trúc của chùa Huyền Không còn được trang trí bằng những họa tiết tinh xảo, các bức tượng và tranh đồng, trang trí lồng đèn và các loại cây cảnh. Tất cả tạo nên một không gian trang nghiêm, thanh tịnh và rất ấm áp.

## Hình ảnh
- "壯觀" (Hán Việt: Tráng quan) có nghĩa là "cảnh quan hùng vĩ"
- Đại thái hùng bảo điện (大雄宝殿)
- Sảnh sấm sét (雷音殿, Lôi âm điện)
- Các nhân vật Phật giáo trong chùa